# Prosperita Open 2014
Il Prosperita Open 2014 è stato un torneo di tennis facente parte della categoria ATP Challenger Tour nell'ambito dell'ATP Challenger Tour 2014. È stata l'11ª edizione del torneo che si è giocato a Ostrava in Repubblica Ceca dal 28 aprile al 4 maggio 2014 su campi in terra rossa e aveva un montepremi di €85,000+H.

## Partecipanti singolare

### Teste di serie
| Nazionalità          | Giocatore             | Ranking | Testa di serie |
| -------------------- | --------------------- | ------- | -------------- |
| Rep. Ceca            | Radek Štěpánek        | 41      | 1              |
| Francia              | Stéphane Robert       | 89      | 2              |
| Spagna               | Pere Riba             | 95      | 3              |
| Slovenia             | Blaž Rola             | 111     | 4              |
| Austria              | Andreas Haider-Maurer | 113     | 5              |
| Rep. Ceca            | Jan Hájek             | 125     | 6              |
| Bosnia ed Erzegovina | Damir Džumhur         | 130     | 7              |
| Russia               | Andrej Kuznecov       | 131     | 8              |

### Altri partecipanti
Giocatori che hanno ricevuto una wild card:
- Radek Štěpánek
- Jakub Lustyk
- Jan Minář
- Adam Pavlásek

Giocatori che sono passati dalle qualificazioni:
- Marek Michalicka
- Riccardo Ghedin
- Artem Smyrnov
- Aslan Karacev

## Partecipanti doppio

### Teste di serie
| Nazionalità | Giocatore               | Nazionalità | Giocatore         | Ranking | Testa di serie |
| ----------- | ----------------------- | ----------- | ----------------- | ------- | -------------- |
| Germania    | Philipp Marx            | Slovacchia  | Michal Mertiňák   | 176     | 1              |
| Italia      | Riccardo Ghedin         | Italia      | Claudio Grassi    | 275     | 2              |
| Spagna      | Gerard Granollers Pujol | Spagna      | Pere Riba         | 437     | 3              |
| Slovacchia  | Andrej Martin           | Rep. Ceca   | Jaroslav Pospíšil | 572     | 4              |

### Altri partecipanti
Coppie che hanno ricevuto una wild card:
- Marek Michalicka /  Jan Minář
- Jakub Lustyk /  David Novak
- Dominik Kellovsky /  Pavel Šnobel

## Vincitori

### Singolare
Andrej Kuznecov ha battuto in finale  Miloslav Mečíř Jr. con il punteggio di 2–6, 6–3, 6–0

### Doppio
Andrej Kuznecov /  Adrián Menéndez Maceiras hanno battuto in finale  Alessandro Motti /  Matteo Viola con il punteggio di 4–6, 6–3, [10–8]